# 100 First Plaza
100 First Plaza (též Delta Dental Tower) je mrakodrap v San Franciscu. Leží ve čtvrti Financial District na adrese 100 First Street. Jde o 27podlažní kancelářskou budovu vysokou 136 metrů, již navrhli Skidmore, Owings and Merrill. Otevřena byla roku 1988. Její fasáda postupně ustupuje a je zakončena 19metrovou špičku. Vlastníkem i správcem budovy je Kilroy Realty Corporation.
K roku 2009 šlo o 30. nejvyšší budovu v San Franciscu.